# Edson Bindilatti
Edson Luques Bindilatti (Camamu, 13 marzo 1979) è un multiplista e bobbista brasiliano.

## Carriera

### Decathlon
Come decatleta, Bindilatti ha vinto una medaglia d'argento ai Campionati sudamericani junior del 1996 e poi ha vinto medaglie d'oro ai Campionati sudamericani junior del 1997 e 1998. Ha vinto la medaglia d'argento ai Campionati Sudamericani del 1999, poi le medaglie d'oro ai Campionati Sud Juniores del 2001 e del 2003, il primo oro in un record di competizione di 7564 punti. Anche contro i concorrenti europei ha vinto i Campionati Iberoamericani del 2000 e la medaglia d'argento ai Campionati Iberoamericani del 2002. È diventato campione nazionale sei volte, dal 1999 al 2004.

### Bob
Bindilatti ha iniziato a praticare il bob dopo essere stato avvicinato da Eric Maleson nel 1999: Bindilatti non aveva familiarità con questo sport e ha accettato di praticarlo dopo che Maleson gli chiese di guardare il film Cool Runnings - Quattro sottozero.
Ha gareggiato in cinque edizioni delle Olimpiadi invernali dal 2002 al 2022. Bindilatti è stato selezionato come portabandiera della squadra brasiliana nella cerimonia di apertura delle Olimpiadi invernali di Pyeongchang 2018 e Pechino 2022.